# Леонард Вінтеровський
Леонард Вінтеровський (пол. Leonard Winterowski; 5 листопада 1875, Чернівці — 10 червня 1927, Львів) — український та польський живописець, графік.

## Біографія та творчий шлях
Народився в Чернівцях.
Спочатку у 1893 році в товаристві «Сокіл» у Львові проходив курси провідників сокільничих осередків. В програму 4 тижневих щоденних навчань входило багато дисциплін, в тому числі їзда верхи, на запряжених кіньми візках різного типу, на роверах, теорія гімнастики і вільні вправи з гантелями та гирями.
Навчався в Краківській Академії мистецтв з 1894 по 1895 р. Його викладачами були Т. Аксентович, Л. Лефлер. У 1896 році був нагороджений срібною медаллю за свої студентські роботи.
Згодом продовжив навчання у 1899—1901 у Мюнхені (а саме — продовжив навчання у мюнхенській Академії мистецтв) та Відні. Жив у Варшаві та Львові. Брав активну участь у виставках у Польщі та Німеччині. У 1897 році дебютував у Кракові на виставці Товариства прихильників образотворчих мистецтв (Towarzystwo Przyjaciół Sztuk Pięknych).
Пізніше його картини були представлені на виставках у Львові, Лодзі, Відні та Берліні.

## Опис творчості
Працював у батальному жанрі, писав жанрові композиції, портрети, пейзажі. Займався також монументальним живописом та книжковою графікою.На початку своєї творчості писав портрети, пейзажі, жанрові сцени і релігійні картини.
Працював у Львові як монументаліст і станковіст, виконував розписи в стилі модерн.У живописних та графічних творах його — відчутно утвердження духовної вартості людини, краси природи.
Серед його монументальних робіт:
- Львівський Скетинг-ринг (1910, не збережено)
- Костел Божого тіла (м. Ярослав, Польща)
- церква в Печеніжинському та Княждвірському (нині Коломия, Івано-Франківська область),
- костел селища Ворохта (нині Надвірнянський район Івано-Франківської області 1906)
- костел міста Ярослав (1912).

Серед найвідоміших станкових живописних робіт :
- «Вид Львова»,
- «Гуцульські лісоруби» (обидві — 1905),
- «Автопортрет» (1911),
- «Квіти» (1913).

## Цікаві відомості
Меморіальна виставка митця відбулася у 1928 році у Варшаві.
Твори робіт Вінтеровського зберігаються у Львівській національній галереї мистецтв, Народному музеї у Варшаві, Музеї В. Сікорського в Лондоні та ін. Твори зберігаються у Львівському історичному музеї та Львівській галереї мистецтв.

## Галерея
|                      |
| Епізод війни 1920 р. |

|                                     |
| Погоня польських уланів за козаками |

|                                   |
| Австро-угорські драгуни в 1915 р. |

|              |
| Ранкова кава |

|                             |
| Портрет Г. фон Герберштейна |

|                                       |
| Портрет актриси Казимири Невяровської |